# Kompsomymar bicoloratum
Kompsomymar bicoloratum is een vliesvleugelig insect uit de familie Mymaridae. De wetenschappelijke naam is voor het eerst geldig gepubliceerd in 2007 door Lin & Huber.